# Kan En Vong
Kan En Vong (Hangzhou, 1899), también conocida como Grace Kan o Grace Sweet, fue una educadora china.

## Biografía
Kan era una niña en Hangzhou cuando se unió a la familia de William S. Sweet, misioneros bautistas estadounidenses. Se decía que había sido vendida por su padre biológico, un hombre adicto al opio. Más tarde, el reverendo A. E. Harris de Filadelfia fue descrito como su padre adoptivo.
Kan En Vong se graduó de la escuela secundaria y se formó como maestra de jardín de infantes con la maestra misionera estadounidense Helen Rawlings en Hangzhou. Kan más tarde asistió al Oberlin College en Estados Unidos, para estudiar música y educación. Se graduó de Oberlin College en 1922.

## Carrera
Kan fue superintendenta del jardín de infantes Union High School en Hangzhou.
En 1921 Kan habló sobre los desafíos y las diferencias de China en comparación con la educación estadounidense durante las reuniones de la Sociedad Misionera Bautista Extranjera Estadounidense de Mujeres, realizadas en Minneapolis, San Francisco y Nueva York, y dictó conferencias en otras ciudades estadounidenses y canadienses. En sus charlas afirmaba que: "Nuestros niños cantan y juegan, tal como lo hacen los niños de su país. Pero no creo que los niños estadounidenses puedan disfrutar de su trabajo tanto como lo hacen los jóvenes chinos". "La idea es tan nueva en China que, al principio, las madres no sabían qué hacer. Los niños llegan dos horas antes y están ansiosos por llegar al jardín de infantes." En China el número de escuelas primarias aumentó a 177.000 para el año 1922, con más de 6.600.000 estudiantes.
En 1923, Vong enseñó en una guardería misionera bautista en Shantou.

## Vida personal
Estuvo comprometida con un estudiante chino en la Universidad de Columbia en 1921. Más tarde se casó con Lawrence Liu.